# Улрих IV фон Берг-Шелклинген
Улрих IV фон Берг-Шелклинген (на немски: Ulrich IV Graf von Berg-Schelklingen; † 7 октомври 1308/1309) от швабския графски род фон Берг, е граф на Берг-Шелклинген в Баден-Вюртемберг.

## Произход
Той е вторият син на граф Улрих III фон Берг-Шелклинген († сл. 1316) и съпругата му Луитгард фон Калв, вдовица на граф Рудолф I/IV фон Тюбинген-Бьоблинген († 1272), дъщеря на лотарингския пфалцграф граф Готфрид III фон Калв († 1262) и Ута († сл. 1262). Баща му се жени втори път сл. 1300 г. за Мехтилд фон Неленбург († сл. 1357).

## Фамилия
Улрих IV фон Берг-Шелклинген се жени за Аделхайд фон Ортенбург († сл. 1304), дъщеря на граф Фридрих I фон Ортенбург († 1304) и Аделхайд фон Тирол († 1291). Те имат две дъщери:
- Аделхайд фон Берг (* пр. 1304)
- Агнес фон Берг (* пр. 1304)